# Marinarozelotes fuscipes
Marinarozelotes fuscipes es una especie de araña araneomorfa del género Marinarozelotes, familia Gnaphosidae. Fue descrita científicamente por L. Koch en 1866.
Se distribuye por el Mediterráneo, Irán, Kazajistán, Uzbekistán y China. El cuerpo del macho mide aproximadamente 3,7-4,7 milímetros de longitud y el de la hembra 4-6 milímetros.